# Paya Bujok Seuleumak
Paya Bujok Seuleumak is een bestuurslaag in het regentschap Langsa van de provincie Atjeh, Indonesië. Paya Bujok Seuleumak telt 10.766 inwoners (volkstelling 2010).